# Кристофер-стріт
Кри́стофер-стріт (англ. Christopher Street) — вулиця в районі Гринвіч-Віллидж, Мангеттен, Нью-Йорк. Розташована між 9-ю вулицею і 6-ю авеню. Кристофер-стріт є одним з символів боротьби за права геїв і лесбійок.
Станція «Кристофер-стріт» є кінцевою станцією ліній HOB-33 і JSQ-33 швидкісної підземної залізниці PATH, що сполучає Мангеттен з містами Гобокен та Джерсі-Сіті у штаті Нью-Джерсі, а також станцією маршрутів 1 і 2 West Side Line Нью-Йоркського метрополітену. На Кристофер-стріт розташована стара чайна компанія «McNulty's Tea and Coffee», заснована у 1895 році.

## Історія
Кристофер-стріт — одна із найстаріших вулиць Гринвіч-Віллидж. Вона слугувала південною межею маєтку адмірала сера Пітера Воррена, починалася від старої Гринвічської дороги (тепер — Гринвіч-авеню) і закінчувалася у сусіднього маєтку біля Норд Рівер (тепер — Гансвурт-стріт). Вулицю називали Скіннер Роуд (укр. Дорога Скіннера) на честь прийомного сина адмірала Воррена — полковника Вільяма Скіннера. Свою нинішню назву вулиця дістала у 1799 році, коли землю Воррена придбав Чарльз Крістофер Амос. Окрім Кристофер-стріт, свої нові назви отримали також Чарльз-стріт і Амос-стріт. Останню пізніше перейменували на 10-ту вулицю.

## Значення для ЛГБТ-спільноти

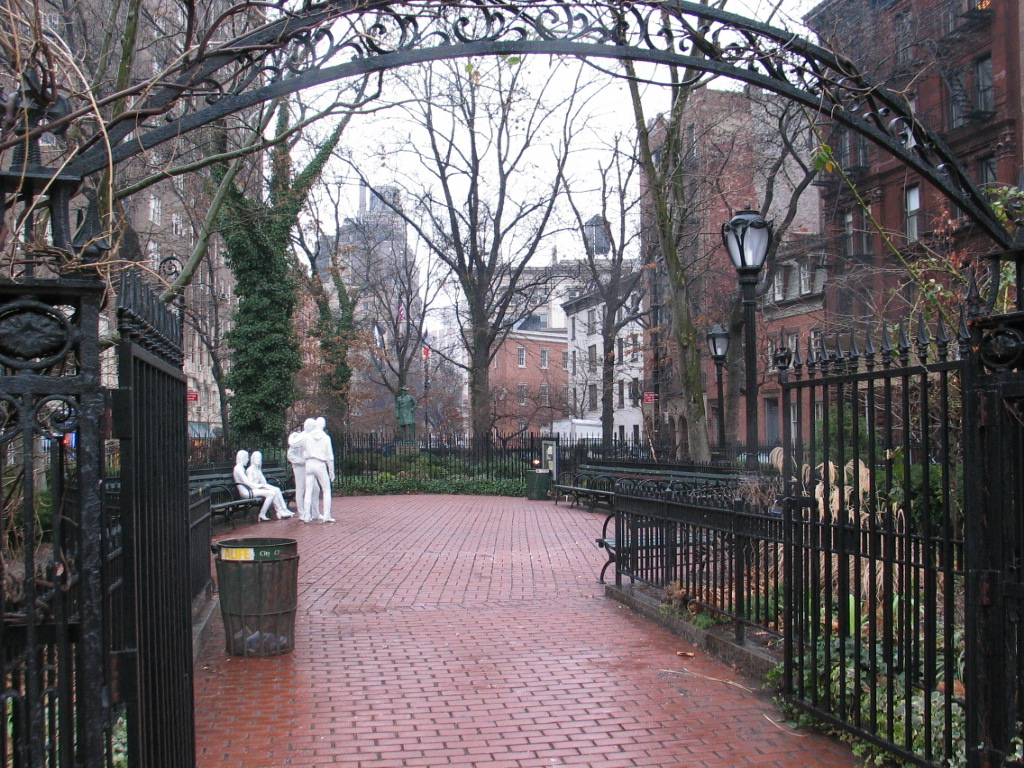
Вхід до Кристофер-парку і скульптура «Гей-визволенню» Джорджа Сегала

- У 1970-х роках Кристофер-стріт стає головною гей-вулицею Нью-Йорка. На вулиці у будь-який час доби можна було зустріти геїв. Було відкрито багато гей-барів, а також магазинів, що торгують шкіряним одягом. У 1980-х роках зі зростанням захворюваності СНІДом ситуація докорінно змінилася. Центр гей-життя зміщується на північ, в район Челсі. Хоча декілька гей-барів на Кристофер-стріт залишилося, вулиця значною мірою втратила свій статус «веселої» і не відрізняється від інших тихих вулиць у Гринвіч-Віллидж.

- На цій вулиці знаходиться будівля відомого бару Стоунволл-інн, біля якого у червні 1969 року сталося стоунволлське повстання. Марш «У день звільнення Кристофер-стріт» уперше було проведено через рік після тих подій, започаткувавши міжнародну традицію проводити наприкінці червня прайд-паради[2]. Щорічний прайд-фестиваль у Берліні, Кельні і інших німецьких містах носить назву «День Кристофер-стріт» (англ. Christopher Street Day). Журнал «Кристофер-стріт», який видавався з липня 1976 до грудня 1995 року, і впродовж багатьох років залишався одним із найшанованіших гей-часописів США.

- З 1992 року Кристофер-парк, що знаходиться на перетині вулиць Кристофер-стріт, Грув-стріт і 4-й Вест-стріт, прикрашає скульптура «Гей-визволенню» Джорджа Сегала[ru]. Дві сидячі дівчини і два юнаки, що обнялися, є знаком поваги жителями району прав геїв і лесбійок[3].

- Кристофер-стріт — місце дії мюзиклу «Дивовижне місто[en]».

- На Кристофер-стріт розташований старий магазин, що торгує літературою для геїв, — Книжковий магазин імені Оскара Уайльда[en].